# Liste der Monuments historiques in Charroux (Allier)
Die Liste der Monuments historiques in Charroux (Allier) führt die Monuments historiques in der französischen Gemeinde Charroux auf.

## Liste der Bauwerke
| Bezeichnung             | Beschreibung              | Standort | Kennzeichnung | Schutzstatus | Datum | Bild           |
| ----------------------- | ------------------------- | -------- | ------------- | ------------ | ----- | -------------- |
| Kirche St-Jean-Baptiste | Erbaut im 12. Jahrhundert | (Lage)   | PA00093046    | Classé       | 1912  | weitere Bilder |
| Westtor                 | Erbaut im 13. Jahrhundert | (Lage)   | PA00093047    | Inscrit      | 1929  | weitere Bilder |
| Osttor                  | Erbaut im 13. Jahrhundert | (Lage)   | PA00093048    | Inscrit      | 1929  | weitere Bilder |

## Liste der Objekte
| Bezeichnung | Beschreibung        | Standort | Kennzeichnung | Schutzstatus | Datum | Bild |
| ----------- | ------------------- | -------- | ------------- | ------------ | ----- | ---- |
| Triptychon  | Holz (?), Stein (?) |          | PM03001847    | Inscrit      | 1991  |      |